# Конкордия-Саджиттария
Конкордия-Саджиттария (итал. Concordia Sagittaria) — коммуна в Италии, располагается в провинции Венеция области Венеция.
Население составляет 10 649 человек, плотность населения составляет 154 чел./км². Занимает площадь 66,5 км². Почтовый индекс — 30023. Телефонный код — 0421.
Покровителем коммуны почитается святой первомученик Стефан. Праздник ежегодно празднуется 3 августа.